# RAF Swinderby
RAF Swinderby – baza lotnicza RAF znajdująca się koło miejscowości Swinderby, ok. 14 km wzdłuż szosy A46 na północny zachód od Lincoln (hrabstwo Lincolnshire) w kierunku na Newark-on-Trent. Podczas II wojny światowej była wykorzystywana jako baza bombowców, w tym również przez polskie dywizjony bombowe 300 i 301. Baza została zamknięta 17 grudnia 1993 .

## Historia bazy

### Polskie dywizjony bombowe
Baza zaprojektowana w latach 30. nie była przystosowana do warunków wojennych gdyż wszystkie budynki i hangary zgrupowano wspólnie na jednym obszarze. Prace modernizacyjne kończono już w sierpniu 1940 w trakcie przydzielania bazy Dowództwu 1 Grupy Bombowej (RAF Bomber Command). Przybywające w dniu 22 sierpnia 1940 dywizjony 300 i 301, z braku pełnego wyposażenia w bazie, były częściowo kwaterowane w sąsiedniej bazie RAF Winthorpe. Dywizjony przyleciały do bazy na bombowcach Fairey Battle, na których kontynuowano operacje bojowe. W październiku i listopadzie 1940 dokonano przezbrojenia dywizjonów na bombowce Vickers Wellington, co też spowodowało przerwę w lotach bojowych w celu szkolenia w nowych sześcioosobowych załogach, wymagających też ich uzupełnienia.
Na wiosnę 1941 lotnisko bazy stało w wodzie, a samoloty grzęzły w błocie. Zdecydowano się wykorzystać wąski pas betonowej drogi kołowania do startu bombowców tylko z dwoma pilotami i niewielkim zapasem paliwa dla dolotu na pobliskie lotniska, gdzie dopiero dołączała reszta załogi oraz ładowano bomby i tankowano do pełna. W pierwszej połowie maja 1941 Eskadra B dywizjonu 301 została przeniesiona do bazy RAF Winthorpe z zakwaterowaniem załóg w pobliskim Coddington.
W dniu 16 lipca 1941 w bazie odbyło się, z udziałem generała Władysława Sikorskiego Naczelnego Wodza PSP oraz Inspektora PSP gen. bryg. obs. Stanisława Ujejskiego, uroczyste wręczenie ze ślubowaniem Sztandaru PSP Dowódcy 300 Dywizjonu Bombowego Ziemi Mazowieckiej. Zgodnie z rozkazem Naczelnego Wodza, po każdych trzech miesiącach sztandar był przekazywany do kolejnych, według numeracji, dywizjonów. Dzień 16 lipca ogłoszony został Świętem Lotnictwa Polskiego. Zaraz po uroczystości 18 lipca oba dywizjony zostały przeniesione do bazy RAF Hemswell.
Obie wieże kontroli i inne budowle bazy zostały rozebrane w 2009 i 2010.

## Upamiętnienie

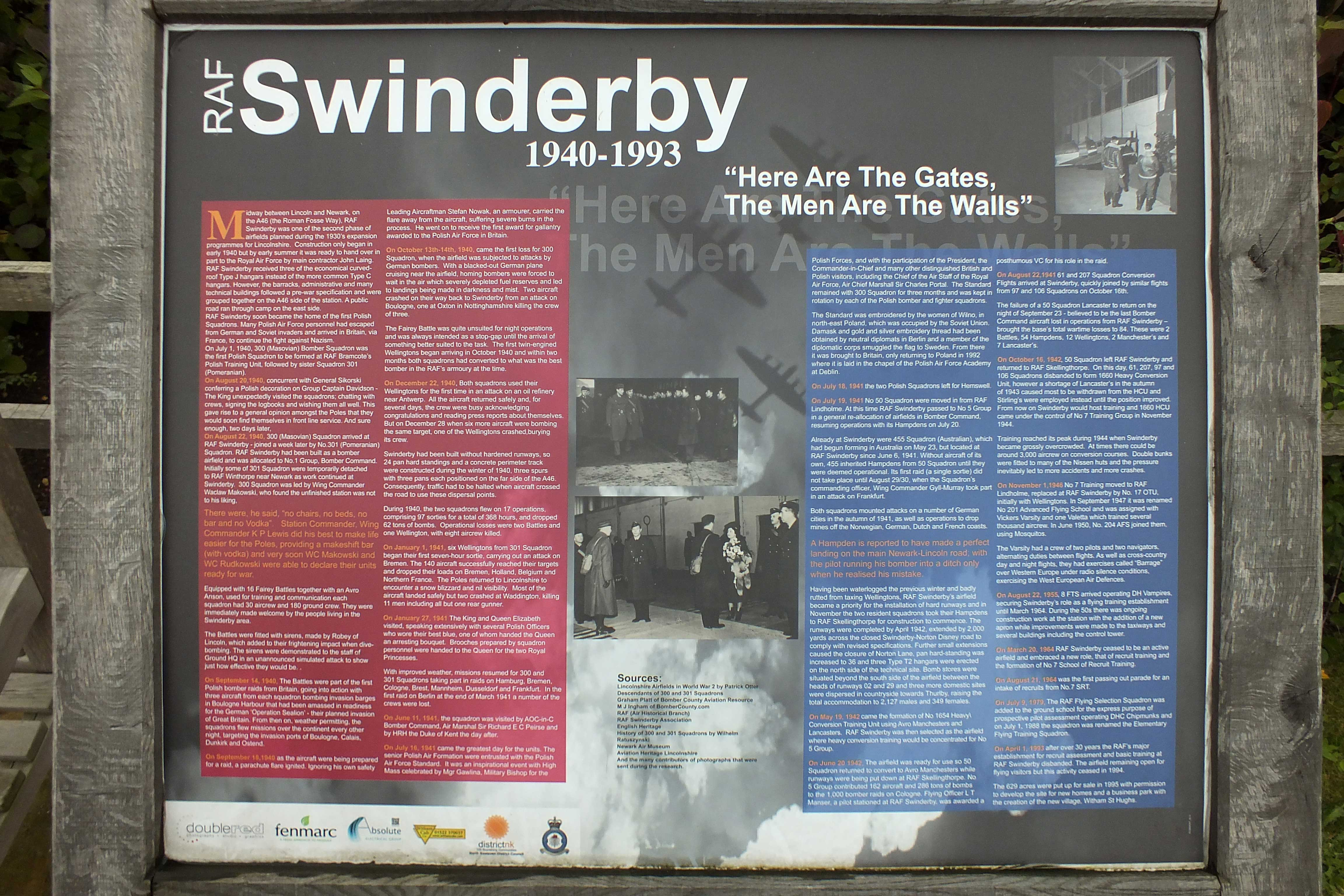
Tablica z historią bazy na Ratuszu Swinderby, 2013

Na zewnętrznej ścianie Ratusza w Swinderby odsłonięto w 2013 tablicę z historią bazy, z podkreśleniem roli polskich dywizjonów.

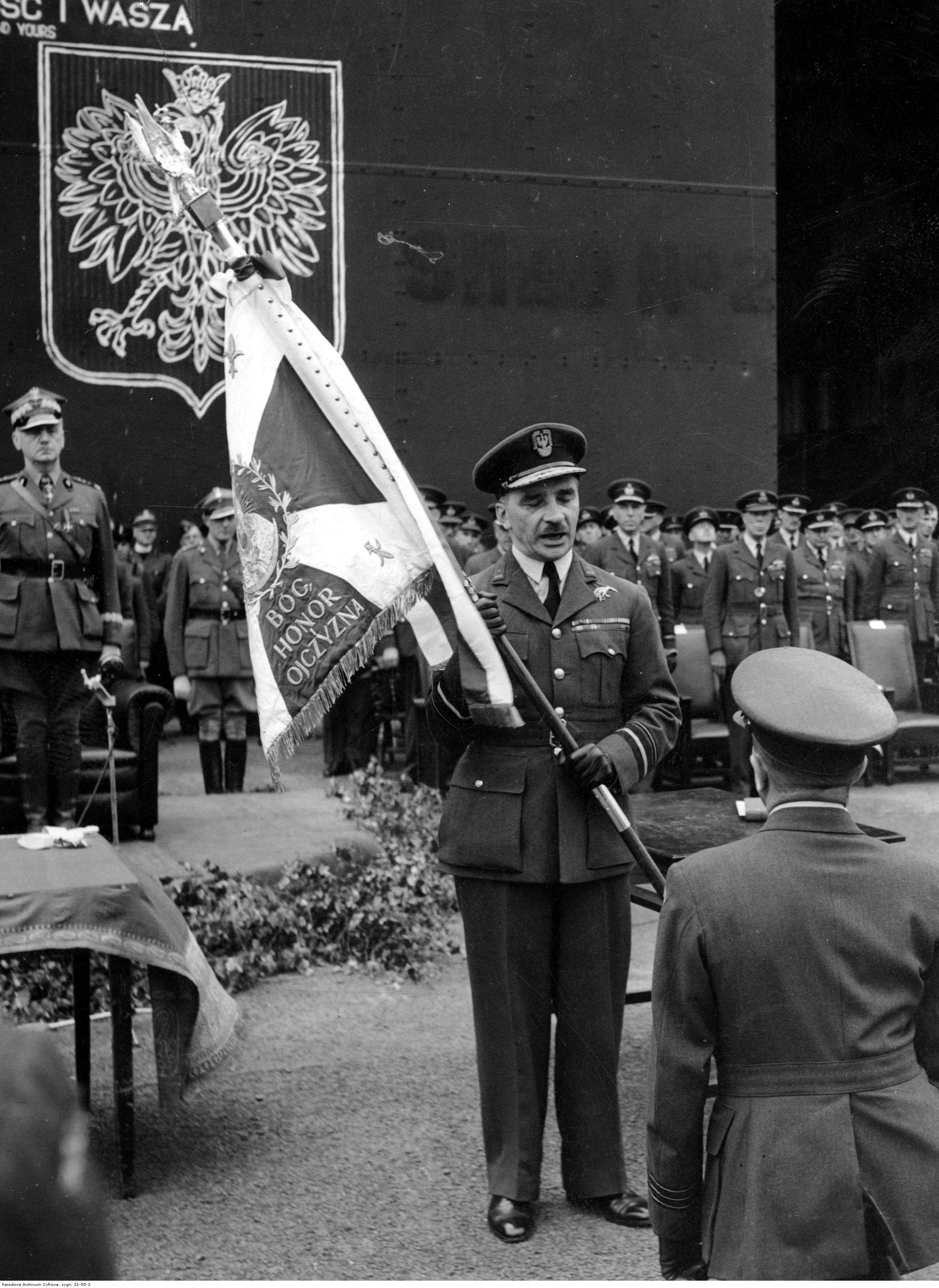
Wręczenie sztandaru PSP przez gen. Stanisława Ujejskiego do rąk dowódcy Dywizjonu 300